# Willem Eymers
Willem Eymers (Arnhem, 1884. december 15. – Arnhem, 1932. szeptember 15.) holland nemzetközi labdarúgó-játékvezető.

## Pályafutása

### Nemzeti játékvezetés
A játékvezetői vizsgát letéve 1904-ben azonnal a labdarúgás szolgálatába lépett. Sportvezetői javaslatára hazája legmagasabb szintű labdarúgó bajnokságának játékvezetőjeként kapott feladatokat. Az aktív nemzeti játékvezetéstől 1930-ban vonult vissza.

### Nemzetközi játékvezetés
A Holland labdarúgó-szövetség Játékvezető Bizottsága (JB) 1913-ban terjesztette fel nemzetközi játékvezetőnek, a Nemzetközi Labdarúgó-szövetség (FIFA) bíróinak keretébe. Több nemzetek közötti válogatott és klubmérkőzést vezetett, vagy működő társának partbíróként segített. Az aktív nemzetközi játékvezetéstől 1930-ban búcsúzott. Válogatott mérkőzéseinek száma: 12.

#### Olimpia
Az 1920. évi és az  1928. évi nyári olimpiai játékok labdarúgó tornáján a FIFA JB játékvezetőként foglalkoztatta.

##### 1920. évi nyári olimpiai játékok
| Időpont             | Helyszín                   | Mérkőzés típusa | Mérkőzés            | Eredmény | Nézők száma |
| ------------------- | -------------------------- | --------------- | ------------------- | -------- | ----------- |
| 1920. augusztus 28. | La Butte Stadion, Brüsszel | első forduló    | Spanyolország–Dánia | 1 : 0    | 3 000       |

##### 1928. évi nyári olimpiai játékok
| Időpont         | Helyszín                     | Mérkőzés típusa | Mérkőzés            | Eredmény | Nézők száma |
| --------------- | ---------------------------- | --------------- | ------------------- | -------- | ----------- |
| 1928. május 28. | Olimpiai Stadion, Amszterdam | első forduló    | Németország–Svájc   | 4 : 0    | 16 158      |
| 1928. június 7. | Olimpiai Stadion, Amszterdam | egyik elődöntő  | Uruguay–Olaszország | 3 : 2    | 15 230      |

#### Nemzetközi kupamérkőzések
Vezetett Kupa-döntők száma: 1.

##### Kupagyőztesek Európa-kupája
| Időpont            | Helyszín                 | Mérkőzés típusa | Mérkőzés                      | Eredmény | Nézők száma |
| ------------------ | ------------------------ | --------------- | ----------------------------- | -------- | ----------- |
| 1927. november 13. | Hohe Warte Stadion, Bécs | döntő           | SK Rapid Wien–AC Sparta Praha | 2 : 1    | 40 000      |

## Magyar vonatkozás
| Időpont         | Helyszín                        | Mérkőzés típusa          | Mérkőzés              | Eredmény | Nézők száma |
| --------------- | ------------------------------- | ------------------------ | --------------------- | -------- | ----------- |
| 1930. június 1. | Hungária körúti Stadion, Nantes | 141. válogatott mérkőzés | Magyarország–Ausztria | 2 : 1    | 20 000      |

## Külső hivatkozások
- Willem Eymers. World Referee. [2011. szeptember 21-i dátummal az eredetiből archiválva]. (Hozzáférés: 2012. június 11.)
- Willem Eymers. footballzz.com. (Hozzáférés: 2012. június 11.)
- Willem Eymers. footballdatabase.eu. (Hozzáférés: 2012. június 11.)
- Willem Eymers. eu-football.info. (Hozzáférés: 2012. június 11.)

| Elődje: Raphaël van Praag | KEK 1927 | Utódja: Albino Carraro |